# Новоградівська сільська рада
| Новоградівська сільська рада — колишній орган місцевого самоврядування у Бобринецькому районі Кіровоградської області з адміністративним центром у с. Новоградівка. Сільській раді підпорядковані населені пункти: - с. Новоградівка - с. Водяно-Михайлівка - с. Новосамара - с. Пенькове |

## Склад ради
Рада складається з 12 депутатів та голови.

### Керівний склад ради
| ПІБ                         | Основні відомості                                                    | Дата обрання | Дата звільнення |
| --------------------------- | -------------------------------------------------------------------- | ------------ | --------------- |
| Маркова Ольга Костянтинівна | Сільський голова, 1965 року народження, освіта, член народної партії | 26.03.2006   | 31.10.2010      |
| Нечай Микола Станіславович  | Сільський голова, 1963 року народження, освіта вища                  | 31.10.2010   |                 |

Примітка: таблиця складена за даними джерела

## Населення
Згідно з переписом УРСР 1989 року чисельність наявного населення сільської ради становила 996 осіб, з яких 448 чоловіків та 548 жінок.
За переписом населення України 2001 року в сільській раді мешкало 1008 осіб.

### Мова
Розподіл населення за рідною мовою за даними перепису 2001 року:
| Мова       | Відсоток |
| ---------- | -------- |
| українська | 95,85 %  |
| російська  | 2,67 %   |
| гагаузька  | 0,39 %   |
| молдовська | 0,20 %   |
| білоруська | 0,10 %   |
| інші       | 0,79 %   |